# Пјевескола (Сијена)
Пјевескола је насеље у Италији у округу Сијена, региону Тоскана.
Према процени из 2011. у насељу је живело 445 становника. Насеље се налази на надморској висини од 275 м.